# أوكميرج
اوكمرج، هي مدينة في مقاطعة فيلنيوس، ليتوانيا، وتقع 78 كم (48 ميل) شمال غرب مدينة فيلنيوس، التي يبلغ عدد سكانها حوالي 20,000.

## أصل الكلمة والأسماء المختلفة
أخذت المدينة اسمها الأصلي فيلكمرجو من نهر فيلكميرق، والذي كان يُسمى فيلكمرجو في البداية واتخذ شكلًا ضئيلًا بعد نموالمستوطنة. من الشائع أن يُترجم الاسم إلى "هي الذئب"، من مزيج فيلكاس (ذئب) وميرغا (عذراء). من المرجح أن يكون الجذرالثاني للاسم ثنائي الجذور هو الفعل  ميرك / ميرق الذي يعني "الغمر" أو "الغطس وفقًا للأسطورة المحلية، كانت فيلكمرغو فتاة نشأت على يد الذئاب، وسد الفجوة بين الحيوانات والبشر، بنفس طريقة ماوكلي لروديارد كيبلينج. على النقيض من ذلك، فإن أصل الاسم الشعبي "أوكمرج " هو "فتاة المزرعة" (Lith. ūkis = مزرعة). تم اعتماد الاسم الأصلي من قبل فريق كرة القدم المحلي، " فيلكمرغو أوكمرجو " بالإضافة إلى بيرة HBH Vilkmerg الشهيرة.
الأسماء التاريخية الأخرى للمدينة تشمل  ويلكميرج أو ويلكاميرجن في (1225)، فيلكينبيرج (1333)، ويلكينبرغ (1384)،(1455)، فيلكومير (1455)، ويلكومير (1611)، (1611)، ويلكوميرز (1613)، ويلكوميرار (1766) أوكمرج (1900)، أوكميرجي (1908) أكمرج (1911) ويلكوميرز (1918) وفلكمرغو (1919)

## التاريخ

### التاريخ المبكر

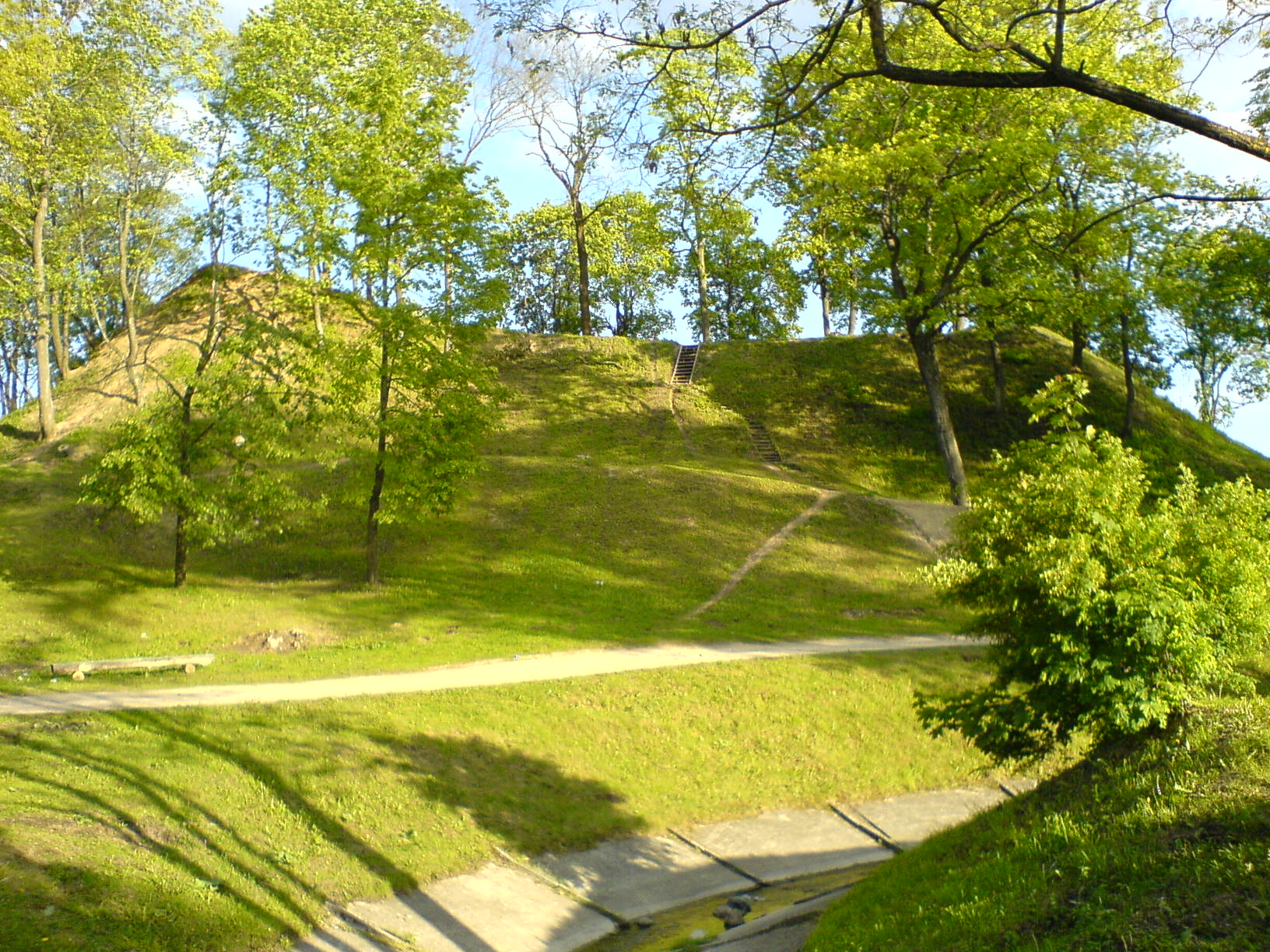
حصن على تل في البلدة القديمة في أوكمرغو

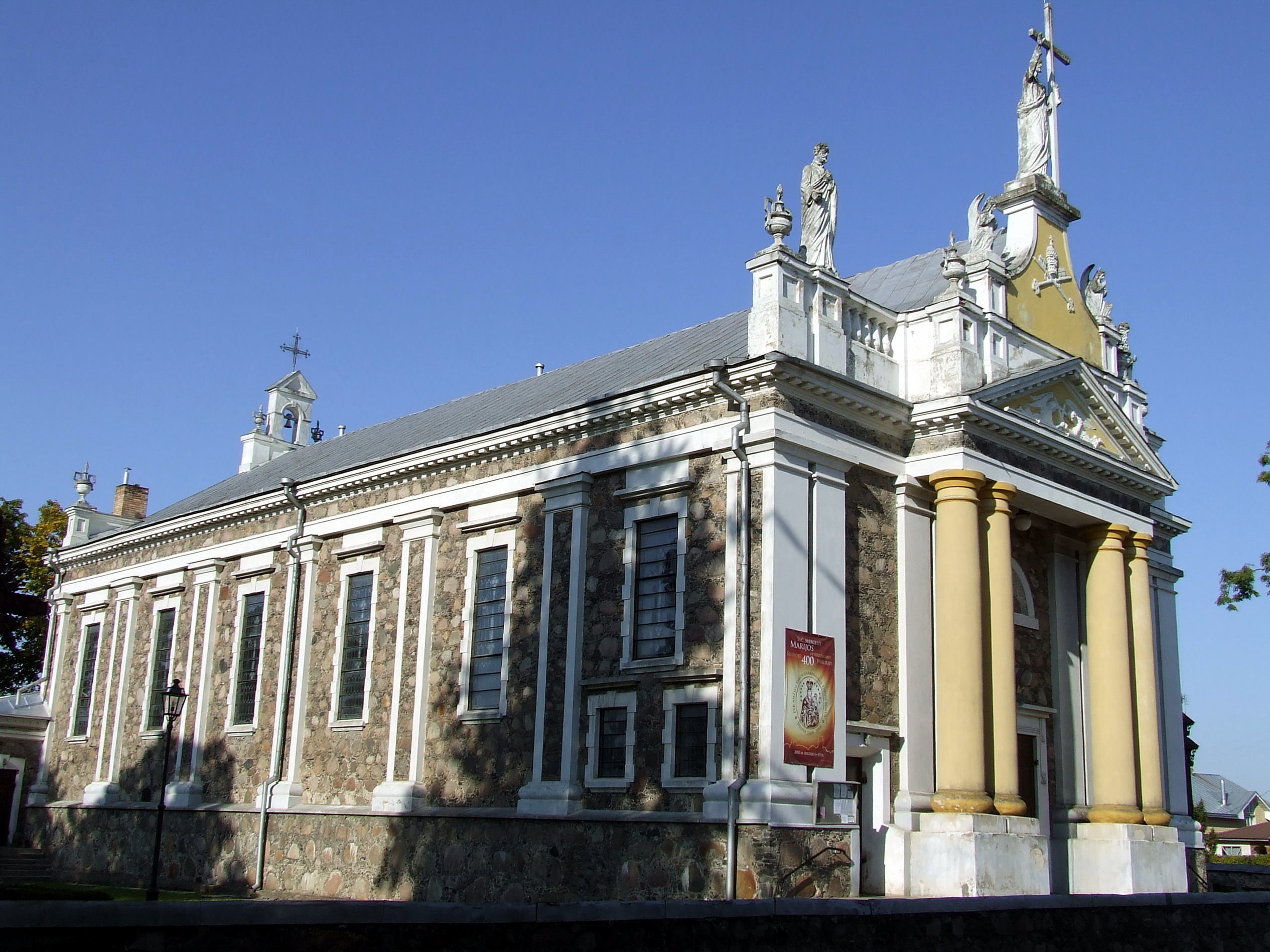
كنيسة القديس بطرس والقديس بولس

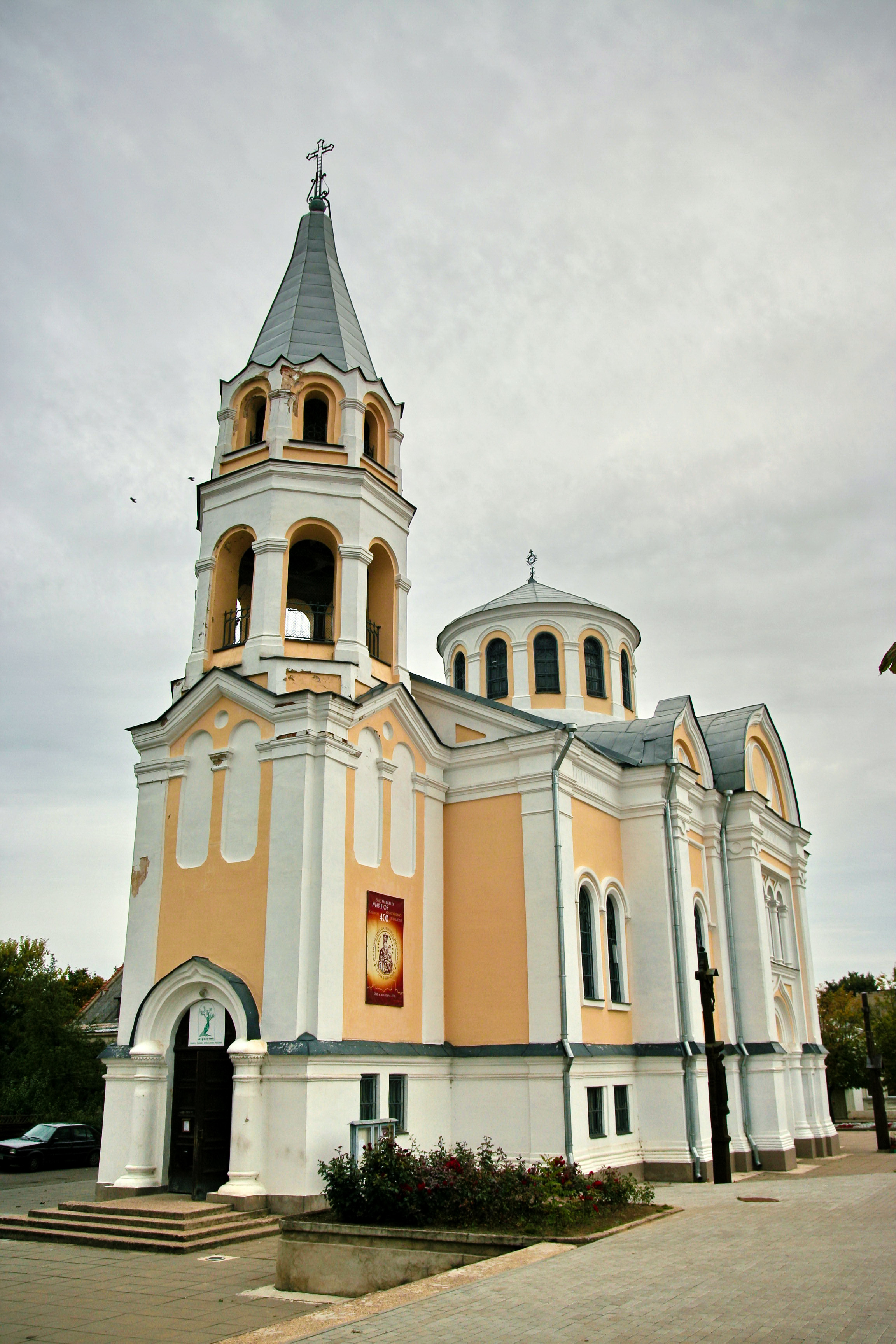
كنيسة الثالوث المقدس

تم ذكر أوكمرجو لأول مرة في عام 1225، وتم تسميتها كمستوطنة في عام 1333. كانت في الأساس قلعة خشبية تقع على تل بالقرب من التقاء نهر فيلكمرغو ونهر أفينتوجي. تمت مهاجمة أوكمرغو من قبل الفرسان التيوتونيين والنظام الليفوني في عام 1333، 1365، 1378، 1386، وحتى عام 1391، بعد تنصير ليتوانيا في عام 1387. خلال الهجوم الأخير، تم حرق أوكمرجو على الأرض وكان لابد من إصابته بالكامل أعيد بناؤها.
بدأت المنطقة في تبني المسيحية، مع بقية ليتوانيا، في عام 1386. في العام التالي، 1387، تم بناء أول كنيسة كاثوليكية، القديس بطرس وسانت بول. كانت واحدة من أولى الكنائس الرومانية الكاثوليكية التي تأسست في ليتوانيا. تم منح المدينة حقوق البلدية في وقت ما بعد معركة بابايكاس عام 1435، وأشارت المصادر المكتوبة التي يرجع تاريخها إلى عام 1486 إلى أنها مدينة. أكد الملك سيجيسموند القديم هذه الحقوق. خلال أوقات الكومنولث البولندي الليتواني، كانت المدينة مركزًا في مقاطعة فيلنيوس.
في عام 1655 سلب الجيوش السويدية والروسية المدينة. بسبب هذه الحروب المستمرة، عانى نمو أوكمرجو من نكسات عديده. بدأ اليهود في الاستيطان في المدينة في أواخر القرن السابع عشر، وقاموا ببناء الكنايس والمقابر. وفي السنوات 1711-1712، اجتاح الطاعون الدبلي المدينة والحق الدمار بسكانها. في عام 1792، بمبادرة من ممثل المدينة في مجلس النواب العظيم، جوزيف دومينيك كوساكوسكي، جدد الملك ستانيسلاف أوغست بوناتوفسكي حقوق البلدة وأعطاها شعار النبالة الحالي.

### القرنان الثامن عشر والتاسع عشر
في عام 1795 ضمت روسيا المدينة إلى معظم ليتوانيا لتصبح جزءًا من محافظة فيلنا. وفي عام 1812 وقعت معركة دلتوفا بين الجيشين الروسي والفرنسي بالقرب من أوكمرجو وداهم جيش نابليون المدينة خلال الغزو الفرنسي لروسيا. وفي خلال انتفاضة نوفمبر 1831 بقيت المدينة في أيدي العناصر المتمردة لعدة أشهر. وفي عام 1843 أصبحت المدينة جزءًا من محافظة كوفنو المنشأة في الوقت الحديث. وفي عام 1863 شاركت المدينة في انتفاضة ينايرالتي كانت ضد روسيا. وفي عام 1876 تم إنشاء مصنع أعواد الثقاب في أوكمرجو. وفي عام 1877 قد دمر الحريق المدينة مرة أخرى. وأيضاً ولد رئيس ليتوانيا المستقبلي «أنتاناس سميتونا في أوولونيس» قريباً من أوكمرجو، وتلقى تعليمه في المدرسة المحلية وفي عام 1882 تم افتتاح المطبعة، وفي عام 1899 تمت معاقبة ثلاثة عشر شخصًا لتوزيعهم كتبًا كانت مكتوبة باللغة الليتوانية وهو ما كان محظورًا في ذلك الوقت.

### القرن ال 20
في عام 1918، بعد إعلان ليتوانيا استقلالها، تم تغيير اسم المدينة من فيلكمرغو إلى أوكميرج. في عام 1919 احتلت القوات البلشفية المدينة خلال الحرب الليتوانية-السوفيتية، ولكن سرعان ما تم تحريرها من قبل الجيش الليتواني بقيادة جوناس فارياكوجيس. تم أسر أكثر من خمسمائة سجين بلشفي خلال معركة أوكميرج. تم إنشاء مسبك الحديد في نفس العام. في عام 1920، أوقف الجيش الليتواني التوغلات البولندية في بقية البلاد، بعد سلسلة من المعارك التي دارت لتأسيس الحدود بين البلدين اللذين أعيد تأسيسهما حديثًا. تم افتتاح مصنع كهربائي ومطبعة و 120 شركة صغيرة أخرى. كان بالمدينة خمس صحف حتى عام 1939. في عام 1930، أقيم نصب تذكاري اسمه ليتوانيا ريستيتوتا لإحياء ذكرى العقد الأول لاستعادة ليتوانيا الاستقلال. كما عملت مدرسة ثانوية بولندية في أوكميرج خلال فترة ما بين الجرس

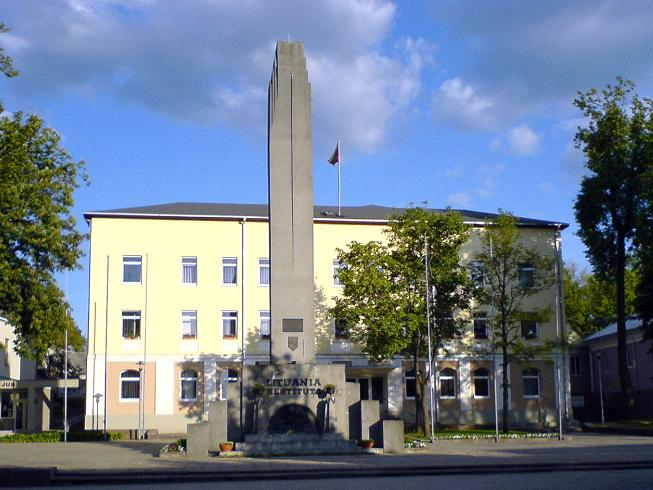
نصب أوكمرجو التذكاري للاستقلال ، "ليتوانيا ريستيتوتا"

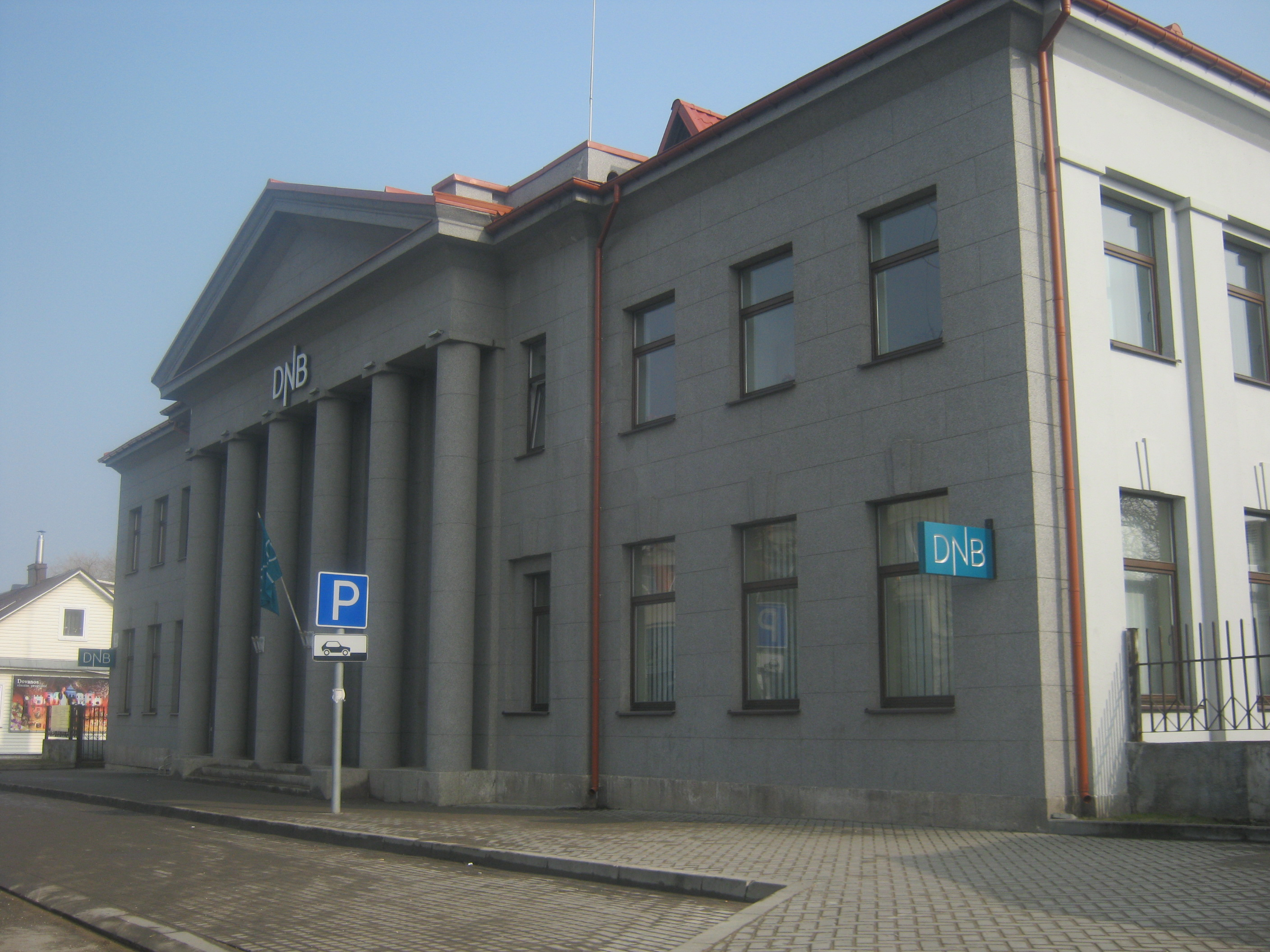
بنك DNB في أوكمرجو

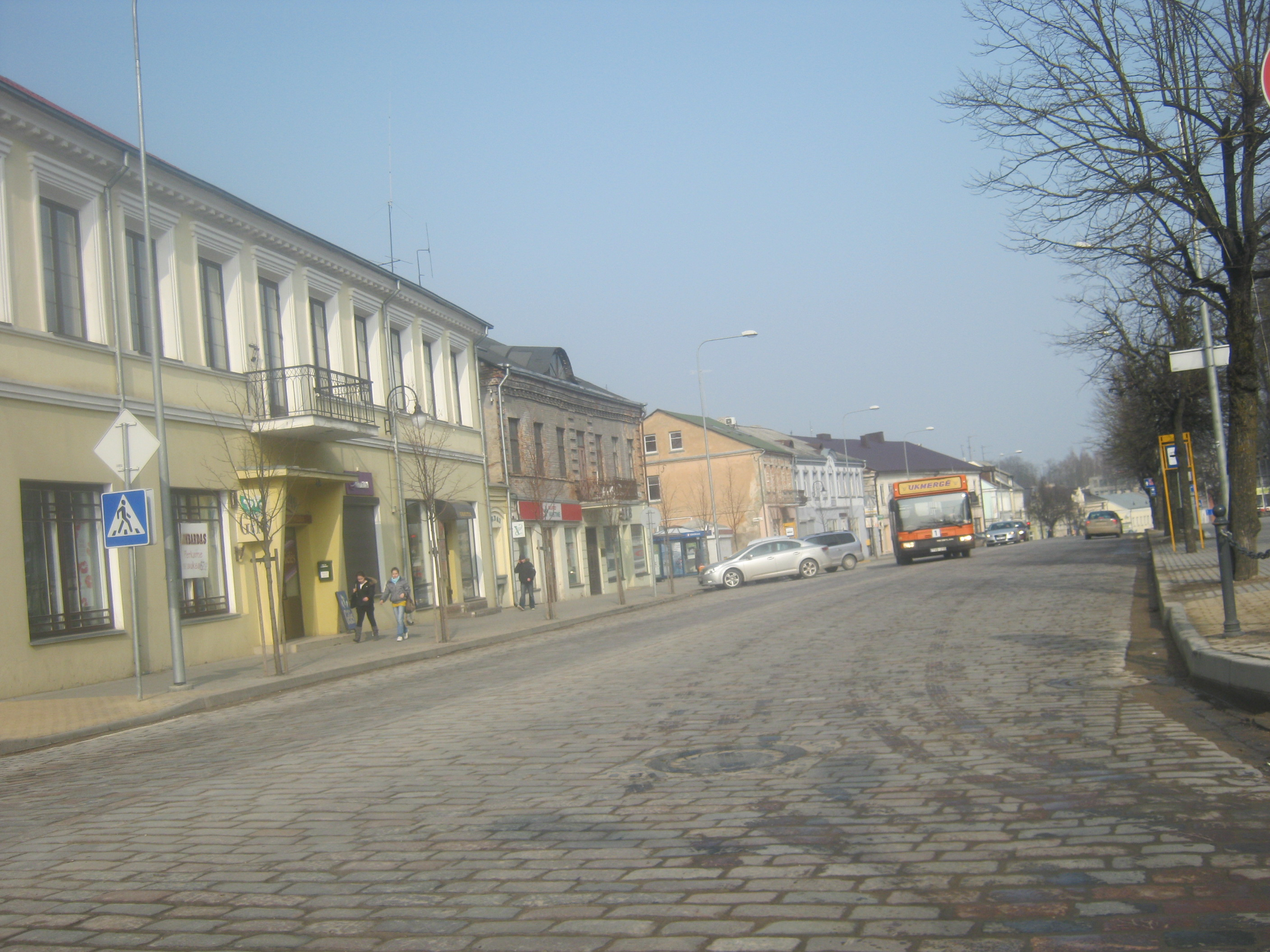
مدينة أوكمرغو القديمة

في عام 1940 بعد الاحتلال السوفياتي لليتوانيا، بدأت عمليات ترحيل الناس من المدينة. عندما هاجم الألمان الاتحاد السوفياتي والأراضي المحتلة في 22 يونيو 1941، أعطى السوفييتين المنسحبون تعليمات لعملائهم بقتل حوالي 120 سجينًا. ومع ذلك، هرب معظمهم. ثمانية منهم فقط اللذين تعرضوا للتعذيب حتى الموت. وبعد الغزو الألماني، قام النازيون باعتقال وقتل حوالي 10000 فرد من السكان اليهود في المدينة بمساعدة المتعاونين الليتوانيين خلال الحرب العالمية الثانية عانى وسط المدينة من أضرار جسيمة بالقنابل.
لسنوات بعد عودة السوفييت، نظم سكان المدينة حركات المقاومة وشاركوا فيها. استمر ترحيل سكان المدينة إلى سيبيريا. في عام 1950 تم تدمير النصب التذكاري لاستقلال ليتوانيا. أعادت المدينة بناءها في عام 1990، حتى قبل إعلان استعادة ليتوانيا لاستقلالها. حوالي عام 1964، تم بناء قاعدتي صواريخ نوويتين من طراز R-12 Dvina (SS-4) السوفيتية المقترنة في الغابة بالقرب من أوكمرجو تحت قيادة نيكيتا خروتشوف. كان لكل منها أربع منصات إطلاق سطحية وحظائر شبه أرضية لتخزين الصواريخ والعديد من المباني الملحقة. تم ذكر القواعد في معاهدة القوى النووية متوسطة المدى لعام 1987 بين الولايات المتحدة والاتحاد السوفيتي. كلاهما في حالة مدمرة في هذا الوقت، ويمكن للجمهور الوصول إليه مجانًا.

## مشاهير
- برونو أباكانوفيتش، عالم رياضيات بولندي، ولد عام 1852، فيلكومير (أوكميرغو)
- ألكسندر برودو، مؤلف وناشر، ولد عام 1864، فيلكومير (أوكمرجو)
- عاش حاييم فرينكل، فاعل خير، وعمل وأسس مدارس في أوكمرغو
- أنتاناس سميتونا، رئيس ليتوانيا من 1919-1920 ومن 1926-1940، ولد في مكان قريب وتلقى تعليمه في نظام المدارس المحلية
- درس ليب جورويتش، الحاخام والباحث التلمودي، في مدرسة يشيفاه هنا
- قام يوسف شلومو كاهانمان، الحاخام وعضو البرلمان الليتواني، ببناء مدارس يشيفا ومدرسة ودار أيتام في أوكمرجو
- موشيه ليب ليلينبلوم، باحث ومؤلف
- بن شاهن، فنان أمريكي، رسام جدارية، ناشط اجتماعي، مصور ومعلم، عاش في أوكمرج في أوائل القرن العشرين
- Zigmas Zinkevičius ، عالم لغوي من ليتوانيا، حصل على تعليمه المبكر في Ukmergė.
- فيدا فينسيان، الحائزة على الميدالية الذهبية في التزلج الريفي على الثلج.
- وولف ويس، المعروف أيضًا باسم ويليام ويس أو ويليام ويست، وهو فوضوي يهودي ومنظم نقابي ومحرر لصحيفة الأناركية الييدية ومقرها لندن، Arbeyter Fraynd (صديق العامل)، ولد في أوكمرغو عام 1861 وهاجر إلى لندن، ماتت إنجلترا هناك عام 1946
- Stanisław Lech Woronowicz ، عالم رياضيات بولندي، مواليد 1941، أوكمرجو

## المدن التوأم - المدن الشقيقة
Ukmergė توأمة مع:
- أشمياني، بيلاروس
- باد لانجينزالزا، ألمانيا
- كولونا السيريو، إيطاليا
- كاميانيتس بوديلسكي، أوكرانيا
- كيسكونماجسا، هنغاريا
- هيرجنا، السويد
- ليفاني، لاتفيا
- ماريستاد، السويد
- بايونيرسكي، روسيا
- بولفا، بولڤا
- سفيسلاش، بيلاروس
- تارنوو بودجورن، بولندا
- تسالينجيخا، جورجيا
- منطقة أونستروت-هينيتش، ألمانيا
- مقاطعة فاسترا جوتالاند، السوي
- ويتيروكريس، ألمانيا
- ووستر، إنجلترا، المملكة المتحدة
- جودزينا، بيلاروسيا

## انظرأيضًا
- مدينة مكسيكو
- اكسيلو، ميزوري
- مدينة كيبك

## روابط خارجية
- الصفحة الرسمية لبلدية منطقة أوكمرج باللغة الليتوانية
- شعار النبالة الأصلي من عام 1792 باللغة الليتوانية
- تاريخ أوكمرغ
- مواقع الصواريخ النووية بالقرب من أوكمرجو
- الجالية اليهودية في فيلكومير / أوكمرج، متحف الشعب اليهودي في بيت حتفوتسوت